# 矛楔齿蜥属
矛楔齿蜥属（学名：Lanceirosphenodon）为喙头目的一个属。

## 下属物种
本属包括以下物种：
- Lanceirosphenodon ferigoloi Romo de Vivar, Martinelli, Hsiou & Soares, 2020[2]